# Дулиттл, Джеймс
Гарольд Джеймс Дулиттл (англ. James Harold "Jimmy" Doolittle; 14 декабря 1896, Аламида, штат Калифорния — 27 сентября 1993) — американский лётчик, герой США, генерал. Служил в ВВС США в 1917—1930 и 1940−1945 годах. Принимал участие во многих авиашоу. Возглавил налёт на японские города Токио, Кобе, Йокогаму и Нагою, получивший известность как «Рейд Дулиттла», 18 апреля 1942 года.

## Детство и юношество
Родился в семье бедного плотника, который уехал на Аляску в поисках золота. К отцу трёхлетний Джеймс переехал с матерью, однако уже в возрасте 11 лет уехал в Лос-Анджелес. В 1923 году Джеймс поступил в Массачусетский технологический институт. Он получил учёную степень в июне 1925 года. Позже первым в США получил докторскую степень (Ph.D) в области авиационной техники. Кроме того, занимался профессиональным боксом.

## Карьера лётчика
В 1917 году Джеймс поступил в резервный авиационный корпус для подготовки пилотов. Вскоре был произведён в лейтенанты. В 1922 году он совершил свой первый континентальный перелёт на De Havilland DH-4 из Пабло Бич (Флорида) в Сан-Диего (Калифорния) с одной дозаправкой менее чем за 24 часа. Он преодолел расстояние в 4460 км за 21 час 20 минут. С 1931 по 1932 год он участвовал в популярных воздушных соревнованиях, выиграв Bendix Trophy Race и Thompson Trophy Race, летая на самолёте Gee Bee R-1, сконструированном братьями Гранвиль. Эта машина была очень маленькой, но мотор позволял развивать рекордную скорость — 473 км/ч, поэтому этот самолёт часто называли «летающий мотор».
На авиашоу в Чили он должен был представлять истребитель Curtiss P-1 Hawk компании Curtiss Aircraft. Однако накануне шоу с Джеймсом случился ужасный инцидент в баре, после которого он попал в госпиталь. Осмотрев его, доктор решил ампутировать Джеймсу ноги. Неизвестно, как Дулиттл переубедил врачей, но на следующее утро карета скорой помощи подвезла его прямо к самолёту. Несмотря на перебинтованные ноги и ужасную боль, Джеймс сумел выполнить своё задание и отстоял честь авиакомпании. После этого он участвовал в условном бою с немецким асом Эрнстом фон Шонебеком. Джеймсу удалось победить Шонебека, который летал на самолёте компании Dornier Aircraft Do.H Falke с двигателем BMW IVa.
В 1927 году он первым в США совершил обратную петлю, а в 1929 — первый в мире полностью слепой, от взлёта до посадки, полёт. Тогда же участвовал в разработке и испытаниях первого авиагоризонта. Вышел в отставку в 1930 году в звании майора.

## Война с Японией
Дулиттл вернулся в ВВС в 1940 году в звании подполковника. После нападения японцев на Перл-Харбор командование ВМФ США приняло решение нанести ответный удар по Японии. Идея налёта и план операции принадлежали коммодору Фрэнсису Лоу из штаба ВМС США. Удар предусматривал взлёт армейских бомбардировщиков В-25В Mitchell с авианосца с последующим намерением приземлиться на аэродромы Китая. Для атаки был выбран новейший авианосец Хорнет.
18 апреля авианосная группа была случайно замечена японским патрульным кораблём, и вице-адмирал Уильям Ф. Холси решил атаковать несмотря на то, что до запланированной точки запуска самолётов оставалось пройти ещё 250 миль (около 400 км). Десять самолётов атаковали Токио, два атаковали Йокогаму, один совершил налёт на Йокосуку и три нанесли удар по Кобе.
Изменения в планах привели к тому, что американские самолёты оказались над целью в полночь. Обратный путь и посадка на китайских аэродромах также должны были произойти ночью, но радиостанции китайских аэродромов, не зная об изменении времени атаки американцев, были выключены. Без системы радионаведения многие экипажи потеряли ориентировку, и, израсходовав топливо, пилоты оказались вынужденными садиться на воду или пытаться спасти свои жизни, прыгая с парашютом ночью. Из 81 пилота, участвовавших в операции, погибло 7 человек. Дулиттл остался жив и был повышен в звании до генерала. Президент США наградил его Медалью Почёта.
После этого Дулиттл участвовал в мароккано-алжирской операции; на европейском ТВД он был командиром авиационных частей на одном из участков высадки.

## Послевоенная жизнь
После войны Дулиттл вернулся к гражданской жизни и стал вице-президентом «Шелл Ойл», где и проработал с 1946 до 1958 года. Позже он был директором лаборатории космической техники, а затем — компании TRW Inc. С 1957 по 1958 год он занимал пост председателя Научно-консультативного совета по аэронавтике США. С 1955 до 1965 он был членом Службы внешней разведки в Президентском совете. В 1958 году ему была предложена должность первого администратора Национального управления по аэронавтике и исследованию космического пространства (НАСА), но он отказался. Джеймс Дулиттл умер 27 сентября 1993 года в возрасте 96 лет.

## Киновоплощения
- Тридцать секунд над Токио — Спенсер Трейси
- Перл-Харбор — Алек Болдуин
- Мидуэй — Аарон Экхарт